# نقيلة دماغية
نقيلة الدماغ هي نوع من أنواع انتشار الأورام الخبيثة والذي ينتج من انتشار الورم السرطاني من جزء مصاب به وانتقاله إلى الدماغ.

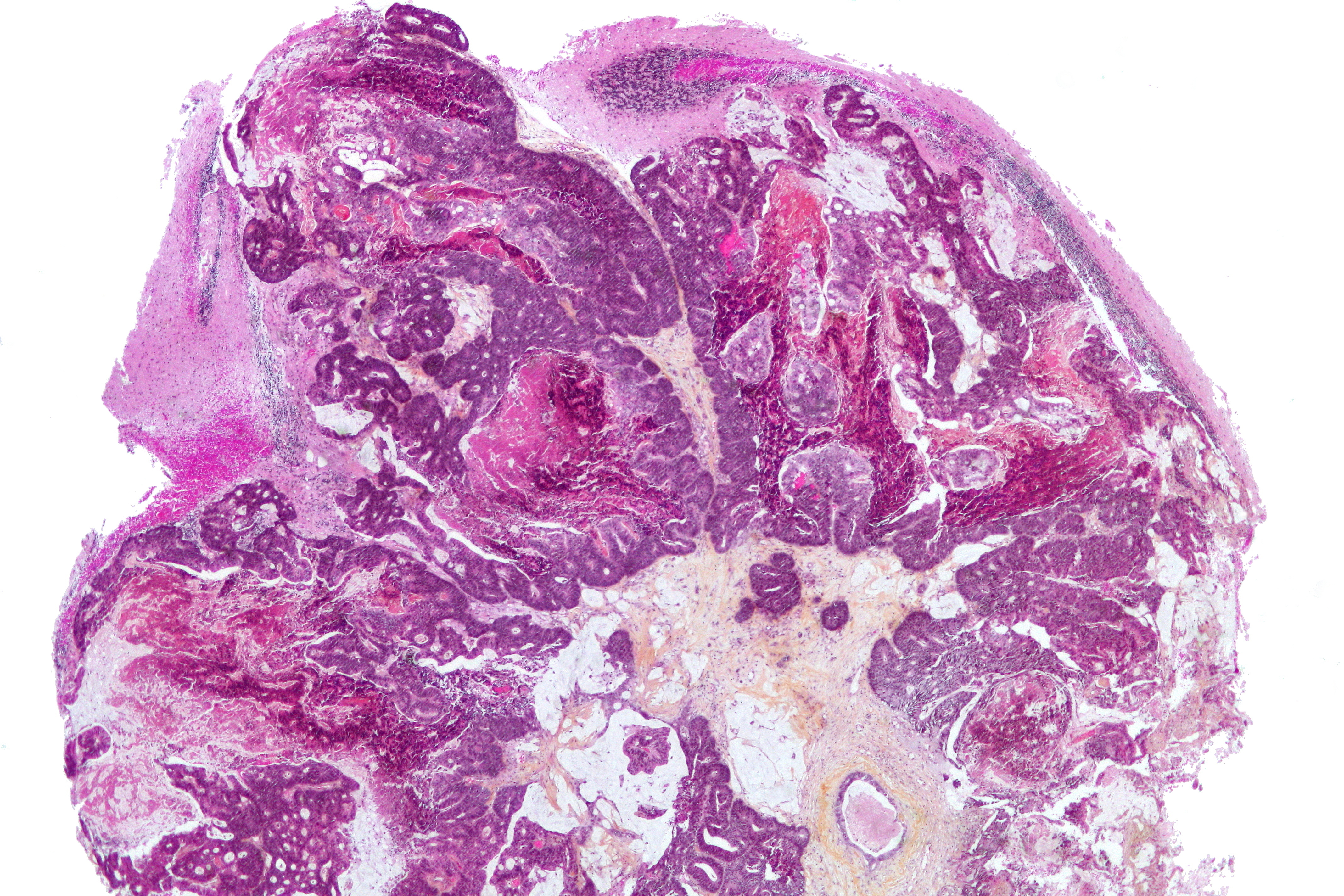
صورة مجهرية تظهر سرطانا منتقلا إلى المخيخ.

تقدمت وسائل معالجة السرطانات الرئيسية سواء بالعلاج الكيميائي أو التدخل الجراحي أو غيرها تقدما كبيرا في العقود الأخيرة، حيث يستطيع المصاب أن يعيش سنوات عدة بعد علاجه. لكن مع ذلك، يبقى حدوث انتقال في خلايا السرطان إلى الدماغ أمرا متوقعا حتى بعد أشهر أو أعوام من تمام علاج السرطان الأصلي. يعتبر سرطان الدماغ من الأمراض ضعيفة الشفاء والمعالجة، إلا أن التطور الطبي الحديث يسمح للمصابين به بأن يعيشوا لأشهر وحتى سنوات أحيانا.

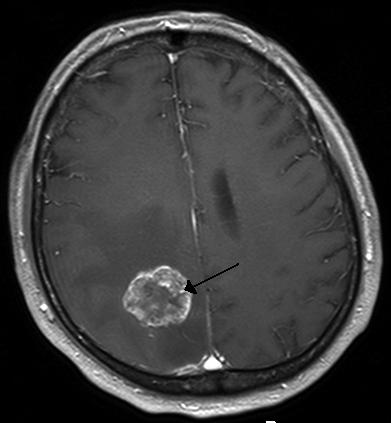
نقيلة دماغية في نصف كرة مخية منتقلة من الرئتين، تظهر باستخدام تصوير الرنين المغناطيسي.

## الأعراض
غالبا لا يشعر المريض بأعراض واضحة تنبه بأن السرطان قد انتقل إلى دماغه. لذا يجب على المصاب بأحد السرطانات مسبقا أن يتابع زيارته للطبيب لإجراء فحوصات دورية لذلك.
يمكن للنقيلة الدماغية أن تُظهر أعراض بسيطة عديدة كثيرة، منها نادرة، ومنها ما هو أكثر شيوعا، مثلا:
- دوار
- ضغط داخل القحف
- تغير في النفسية والتصرفات
- وخزات
- غثيان وتقيؤ
- شلل وجه النصفي
- رنح
- صعوبة في الرؤية
- نوبات عصبية

## المسببات
أظهرت دراسة طبقت على 2700 مريض، في مركز ميموريال كيتيرينغ سالون لأمراض السرطان أن أشهر مصادر النقيلة الدماغية كانت:
- سرطان الرئة 48%
- سرطان الثدي 21%
- سرطان الأعضاء التناسلية 11%
- الساركوما العظمية 10%
- سطران الخلايا الصبغية 9%
- سرطان الرأس والعنق 6%
- ورم الخلايا البدائية العصبية 5%
- سرطان القناة الهضمية 3%
- الورم اللمفي 1%

## العلاج

### العلاج الإشعاعي
يلعب العلاج بالأشعة دورا هاما في العلاج، حيث يعرض الدماغ كاملا على الأشعة أو الإشعاع المجزأ مع الجراحة في حالة الضرورة. في العادة يتضمن العلاج الإشعاعي بعض الأعراض الجانبية المزمنة كالنخر (موت الخلايا) وفقدان الشعر والصداع والخرف والتقيؤ. بالنسبة للأطفال قد يؤدي هذا العلاج للتخلف العقلي والاضطرابات النفسية.

### الجراحة
في العادة يعالج هذا المرض عن طريق الجراحة. يتم الاستئصال الجراحي أولا ثم يليه العلاج الإشعاعي وبالطبع تعتمد كمية العلاج على حجم وانتشار المرض. في المرضى المصابين بنقيلة دماغية واحدة يكون المتوسط العمري الجيّد لهم ثلاثة أشهر على الأقل.

### التجسيم الإشعاعي
يجري استخدام هذا النوع من العلاج بشكل متزايد لعلاج عدد محدود من حالات النقيلة الدماغية. وقد أظهر الاستخدام لهذا النوع تحقيقا للسيطرة على الأورام المحلية. إضافة التجسيم الاشعاعي للعلاج الاشعاعي يزيد من معدل السيطرة والحالة الوظيفية للمرضى.

### العلاج الكيميائي
نادرا ما يستخدم العلاج الكيميائي في معالجة الانبثاث الدماغي، لكن في بعض أنواع السرطان كسرطان الثدي يستخدم هذا العلاج بشكل كبير. مازال العلاج الكيميائي تحت الدراسة والتجربة بالنسبة للنقيلة الدماغية.

## التشخيص
تشخيص هذا المرض متغير. يعتمد على نوع السرطان، عمر المريض وكمية انتشاره في الدماغ. متوسط العمر المتبقي لجميع المرضى بشكل عام هو شهرين إلى ثلاثة. و مع ذلك بالنسبة للمرضى الذين تقل أعمارهم عم 65 سنة ولم تنتشر النقيلة الدماغية لديهم قد يستطيعون الصمود حتى 13 شهرا.